# نیکلا فیلیبر
نیکلا فیلیبر (فرانسوی: Nicolas Philibert‎؛ زادهٔ ۱۰ ژانویهٔ ۱۹۵۱) کارگردان فیلم، هنرپیشه اهل فرانسه است.